# Ruellia inundata
Ruellia inundata är en akantusväxtart som beskrevs av Carl Sigismund Kunth. Ruellia inundata ingår i släktet Ruellia och familjen akantusväxter. Inga underarter finns listade i Catalogue of Life.